# Icaia laoroya
Icaia laoroya är en insektsart som beskrevs av James Norman Zahniser och Hicks 2007. Icaia laoroya ingår i släktet Icaia och familjen dvärgstritar. Inga underarter finns listade i Catalogue of Life.